# La storia (Rino Gaetano)
La storia è un album di Rino Gaetano pubblicato nel 1998. La raccolta include per la prima volta i due brani del suo 45 giri d'esordio pubblicati nel 1973, I love you Maryanna e Jaqueline, ristampati soltanto su cd singolo in un cofanetto omaggio che racchiudeva tutti i singoli di Rino.

## Tracce

### CD 1
1. Ma il cielo è sempre più blu - 4:28
2. I Love You Maryanna - 3:58
3. Jaqueline - 3:13
4. Tu, forse non essenzialmente tu - 3:33
5. I tuoi occhi sono pieni di sale - 2:51
6. Sfiorivano le viole - 4:57
7. Mio fratello è figlio unico - 3:16
8. Berta filava - 3:35
9. La festa di Maria - 2:45
10. Aida - 4:17
11. Spendi spandi effendi - 3:56
12. Escluso il cane - 4:09

### CD 2
1. Gianna - 3:51
2. Nuntereggae più - 5:10
3. E cantava le canzoni - 3:17
4. Visto che mi vuoi lasciare - 3:24
5. Ahi Maria - 5:36
6. Anche questo è sud - 4:42
7. Resta vile maschio dove vai? - 4:40
8. Solo con io - 3:13
9. Nel letto di Lucia - 4:42
10. E io ci sto - 4:05
11. Le beatitudini - 3:50
12. Ma il cielo è sempre più blu (2ª parte) - 4:10